# 岡恩城 (密蘇里州)
岡恩城（英語：Gunn City）是位於美國密蘇里州卡斯縣的村。

## 人口
根據2020年美國人口普查的數據，岡恩城的面積為0.21平方千米，皆為陸地。當地共有人口80人，而人口密度為每平方千米381人。